# Constantin Vago
Constantin Vago, né Szilárd Vágó le 2 mai 1921 à Debrecen (Hongrie) et mort le 6 février 2012 à Alès (Gard), est un biologiste français.

## Biographie
Il obtient son doctorat en philosophie de l'Université de Debrecen en 1943, et poursuit des études scientifiques sous la direction d'Albert Szent-Györgyi. En 1956, il obtient son doctorat ès sciences à Montpellier.
Constantin Vago est professeur honoraire à l'Université des sciences du Languedoc, directeur honoraire du Centre de recherches de pathologie comparée de Saint-Christol-lès-Alès, membre de l'Académie des sciences et membre non résidant de l'Académie de Nîmes.

## Travaux
Les travaux de recherche de Constantin Vago portent sur la pathologie comparée et les phénomènes graves autour du développement phylogénétique dans les systèmes écopathologiques. Il a mis à jour certains agents viraux, tout en les reliant directement à des agents pathogènes chez l'homme. Il parvient aussi  à contrôler l'évolution phylogénétique pour en observer les différentes formations oncogènes.
Constantin Vago est à l'origine de la classification actuelle des virus d'invertébrés, et a découvert le premier virus d'invertébrés marins.

## Prix et distinctions
- Membre de l'Académie d'agriculture de France
- Officier de la Légion d'honneur[2]
- Commandeur de l'Ordre national du Mérite[2]
- Une rue porte son nom à Alès !!! hein Bertand !!!

## Vie privée
Constantin Vago est marié à Catherine Sari (1922-2020), et a 2 enfants, Sylvie et Philippe.